# Lagoa e Carvoeiro
Lagoa e Carvoeiro (oficialmente: União das Freguesias de Lagoa e Carvoeiro) é uma freguesia portuguesa do município de Lagoa e região do Algarve, com 39,13 km² de área e 10 141 habitantes (censo de 2021). A sua densidade populacional é 259,2 hab./km².

## História
A União das Freguesias de Lagoa e Carvoeiro foi constituída em 2013 no âmbito de uma reforma administrativa nacional, pela agregação das antigas freguesias de Lagoa e Carvoeiro, e tem a sua sede em Lagoa.

## Demografia
A população registada nos censos foi:
| Distribuição da População por Grupos Etários | Distribuição da População por Grupos Etários | Distribuição da População por Grupos Etários | Distribuição da População por Grupos Etários | Distribuição da População por Grupos Etários | Distribuição da População por Grupos Etários |
| -------------------------------------------- | -------------------------------------------- | -------------------------------------------- | -------------------------------------------- | -------------------------------------------- | -------------------------------------------- |
| Antes da agregação                           |                                              |                                              |                                              |                                              |                                              |
| Ano                                          | 0-14 anos                                    | 15-24 anos                                   | 25-64 anos                                   | >= 65 anos                                   | Total                                        |
| 2001                                         | 1463                                         | 1113                                         | 4871                                         | 1400                                         | 8847                                         |
| 2011                                         | 1621                                         | 1047                                         | 5525                                         | 1794                                         | 9987                                         |
| Após a agregação                             |                                              |                                              |                                              |                                              |                                              |
| Ano                                          | 0-14 anos                                    | 15-24 anos                                   | 25-64 anos                                   | >= 65 anos                                   | Total                                        |
| 2021                                         | 1351                                         | 1095                                         | 5334                                         | 2361                                         | 10141                                        |

## Política

### Eleições Autárquicas
| Data | %     | %       | %    | %    | %      |
| Data | PS    | PPD/PSD | CDU  | B.E. | CDS-PP |
| ---- | ----- | ------- | ---- | ---- | ------ |
| 2013 | 45,60 | 38,68   | 5,65 | 3,76 |        |
| 2017 | 60,72 | 25,90   | 3,46 | 3,33 | 2,91   |

### Eleições Legislativas
| Data | %     | %       | %     | %    | %    | %      | %    | %    | %    | %     |
| Data | PS    | PPD/PSD | B.E.  | CDU  | PAN  | CDS-PP | CH   | L    | IL   | PàF   |
| ---- | ----- | ------- | ----- | ---- | ---- | ------ | ---- | ---- | ---- | ----- |
| 2015 | 30,34 | PàF     | 14,57 | 8,30 | 2,26 | PàF    |      | 0,54 |      | 33,24 |
| 2017 | 36,39 | 23,53   | 10,96 | 5,92 | 5,33 | 3,90   | 2,88 | 1,16 | 0,62 |       |

## Lugares da freguesia
- Alfanzina
- Algar Seco
- Areias dos Moinhos
- Benagil
- Caramujeira
- Carmo
- Carvoeiro
- Lagoa
- Lombos
- Mato Serrão
- Poço Partido
- Salicos
- Sesmarias
- Torrinha
- Vale Covo
- Vale da Lapa
- Vale de Centeanes
- Vale de Currais
- Vale de El-Rei
- Vale de Milho

## Praias da freguesia

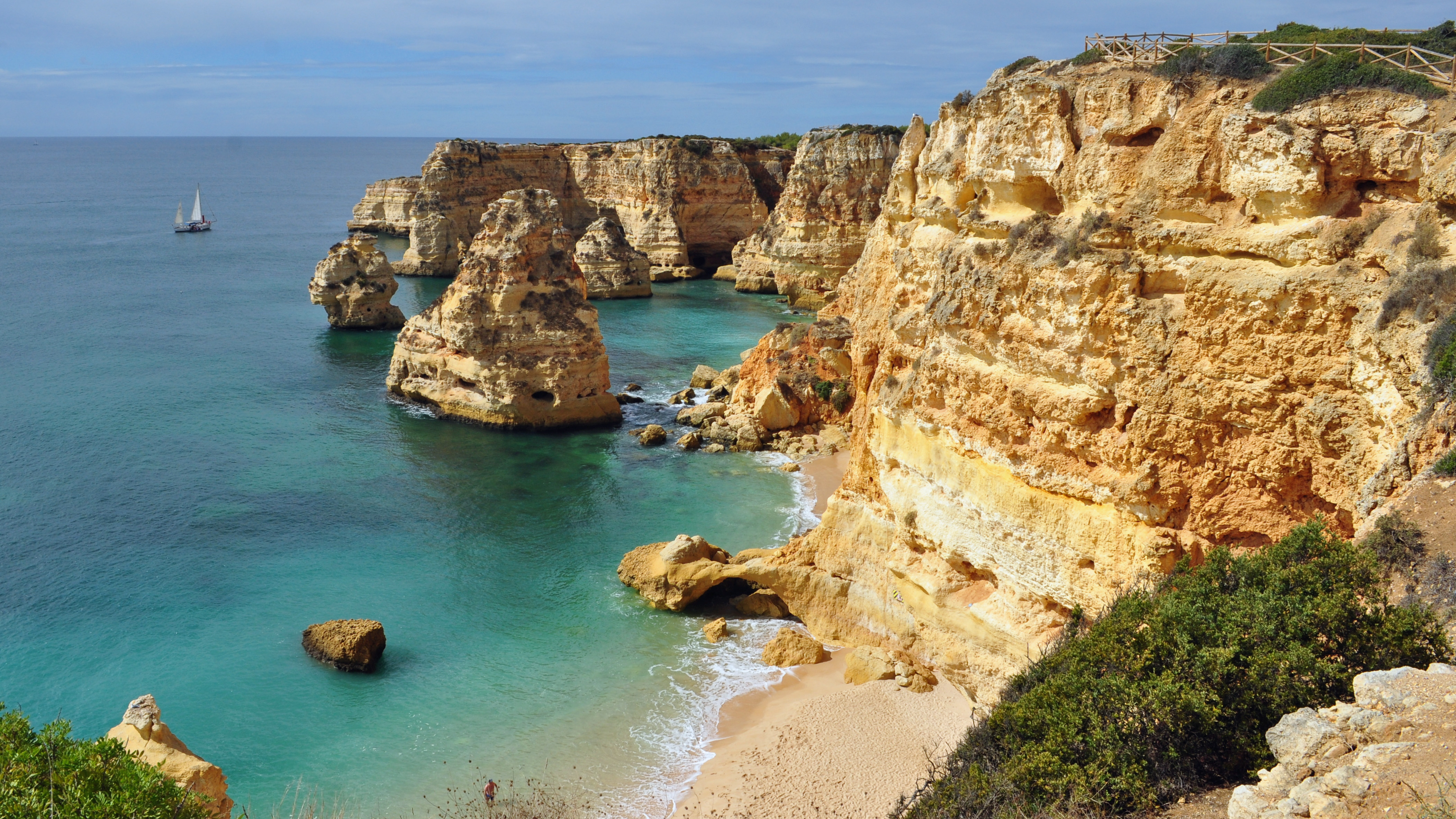
A Praia da Marinha, na Caramujeira, é o principal atrativo turístico da freguesia de Lagoa e Carvoeiro

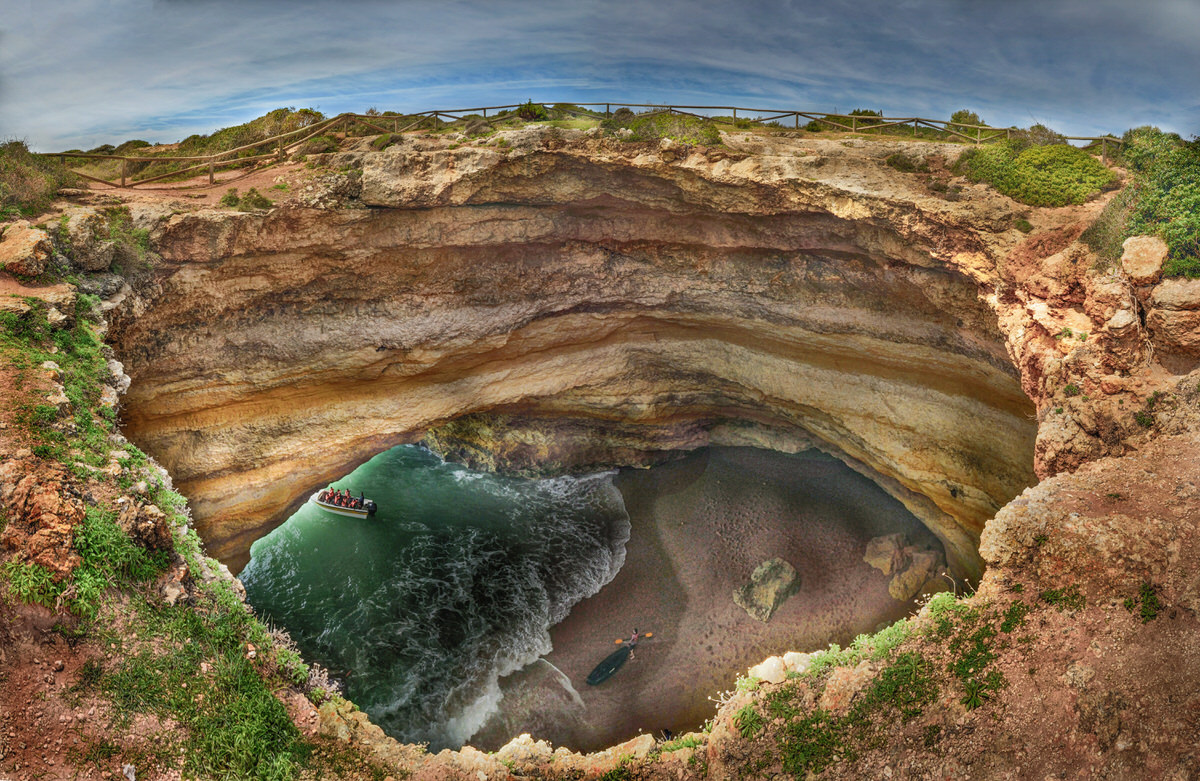
O Algar (ou Gruta) de Benagil

Lista de praias da freguesia de Lagoa e Carvoeiro (de Oeste para Leste):
- Praia do Vale da Lapa
- Praia da Cama da Vaca
- Praia do Padre Vicente
- Praia dos Três Castelos
- Praia da Salgadeira
- Praia de Vale dos Currais
- Praia do Paraíso
- Praia de Carvoeiro
- Praia de Vale Covo
- Praia do Vale de Centeanes
- Praia do Vale de Espinhaço
- Praia do Carvalho
- Praia de Benagil
- Praia da Corredoura
- Praia do Cão Raivoso
- Praia da Mesquita
- Praia da Marinha
- Praia do Pau (pequena)
- Praia do Pau (grande)
- Praia da Malhada do Baraço
- Praia do Barranquinho
- Praia do Salgueiro
- Praia da Estaquinha
- Praia de Albandeira

## Património
- Convento de Nossa Senhora do Carmo (Lagoa)
- Convento de São José (Lagoa)
- Farol de Alfanzina (Carvoeiro)
- Igreja de Nossa Senhora da Luz (Lagoa)
- Menir da Caramujeira